# Édouard Estaunié
Édouard Estaunié (ur. 4 lutego 1862 w Dijon, zm. 2 kwietnia 1942 w Paryżu) – francuski pisarz i inżynier. W 1904 r., w swojej książce Traité pratique de télécommunication électrique (Rozprawa praktyczna o telekomunikacji elektrycznej), po raz pierwszy użył terminu „telekomunikacja”. Psycholog i moralista, twórca melancholijnych literackich obrazów mieszczaństwa.

## Życiorys
Uzyskał dyplomy École Polytechnique (1882), École Libre des Sciences Politiques i École Supérieure de Télégraphie.
Jego życie zawodowe związane było z Administracją Poczt i Telegrafów (protoplastą France Télécom).
W 1901 Édouard Estaunié został dyrektorem szkoły École Professionnelle des Postes et Télégraphes, w której rozwoju odegrał znaczną rolę. Na początku zwolnił 21 z 23 wykładowców. Zainaugurował serię wykładów takich naukowców jak Henri Poincaré, Paul Langevin czy Pierre Curie (wykłady o nowo odkrytym radzie). W trosce o ogólną kulturę studentów organizował dla nich niedzielne wycieczki do Luwru.
W 1901 bezskutecznie poszukiwał nauczyciela kursu telegrafu i telefonu, które to stanowisko w końcu objął on sam. W 1904 opublikował swoje notatki do wykładów w książce pt. Traité Pratique de Télécommunication Electrique (Télégraphie, Téléphonie). Definiował wówczas telekomunikację jako „przesyłanie myśli na odległość z użyciem elektryczności”. W wyniku powstania nowego terminu, na konferencji Międzynarodowego Związku Telegraficznego w Madrycie w 1932 roku postanowiono zmienić dotychczasową nazwę organizacji na Międzynarodowy Związek Telekomunikacyjny (ITU), która zaczęła obowiązywać od 1 stycznia 1934. W swoich wspomnieniach Édouard Estaunié pisał, że ma żal, że został zapomniany jako twórca terminu télécommunications.
Po opuszczeniu stanowiska Inspektora Poczt i Telegrafów i dyrektora École Professionnelle Supérieure des Postes et Télégraphes, w 1905, został dyrektorem Sprzętu i Budowli Poczt i Telegrafów, a w 1909 – dyrektorem Eksploatacji Telefonicznej.
Od 1911 poświęcił się wyłącznie pisarstwu. W czasie I wojny światowej powrócił do zajęcia telegrafisty, a po wojnie zajmował się reorganizacją poczty i telegrafu w przyłączonej w 1919 do Francji prowincji Alzacja-Lotaryngia. Ożenił się w 1916, nie miał dzieci. Na emeryturę przeszedł w wieku 57 lat, w 1919.
Członek Akademii Francuskiej od 15 listopada 1923 r.
Laureat nagrody Prix Femina w roku 1908 za powieść La vie secréte.

## Wybrane powieści
- L'appel de la route, 1921.
- L'ascension de M. Baslèvre, 1920.
- Bonne dame. 1892.
- Les choses voient, 1913.
- L'empreinte, 1896.
- L'epave. 1901.
- Le ferment, 1899.
- L'infirme aux mains de lumière, 1923.
- Le labyrinthe, 1924.
- Mme Clapain, 1931.
- Un simple, 1888.
- Le silence dans la campagne. 1926.
- Solitudes, 1912.
- La vie secréte, 1907.